# Hesperaloe engelmannii
Hesperaloe engelmannii (englischer Trivialname „Engelmann’s False Yucca“) ist eine Pflanzenart der Gattung Hesperaloe in der Familie der Agavengewächse. Das Artepitheton engelmannii ehrt Georg Theodor Engelmann.

## Beschreibung
Hesperaloe engelmannii ist stammlos und formt Klumpen von 50 bis 120 cm Durchmesser. Die herabfallenden, variablen grünen Laubblätter sind 100 bis 150 cm lang. Die kurzen weißen bis grauen, Randfasern sind unregelmäßig angeordnet. 
Der Blütenstand wird 2 bis 2,5 m hoch. Die röhrenförmigen pink- oder lachsfarbenen Blüten sind 30 bis 40 mm lang. Im Gegensatz zu Hesperaloe parviflora sind die Pflanzen deutlich größer. Die Blütezeit erstreckt sich von April bis Juni.
Hesperaloe engelmannii ist in Mitteleuropa bis minus 12 °C frosthart.

## Verbreitung und Systematik
Hesperaloe engelmannii ist in den Vereinigten Staaten auf dem Edwards Plateau im Bundesstaat Texas in einem begrenzten Gebiet in Grasland auf flachen Hügeln, unter Eichen in Büschen verbreitet. Die Art wächst vergesellschaftet mit Yucca pallida, Agave-Arten und verschiedene Kakteenarten.
Die gültige Beschreibung durch Engelbert Krauskopf (1820–1881) wurde 1878 veröffentlicht. Ein Synonym ist Hesperaloe parviflora var. engelmannii (Krauskopf) Trel.

## Bilder

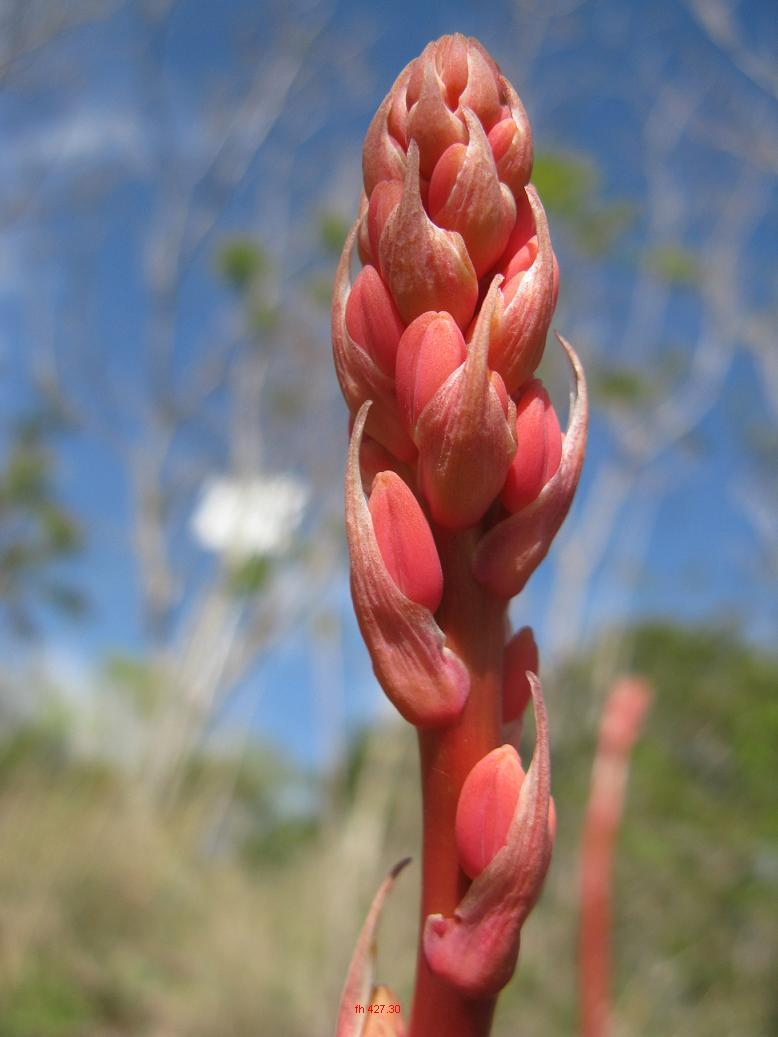
Anfang April In Texas
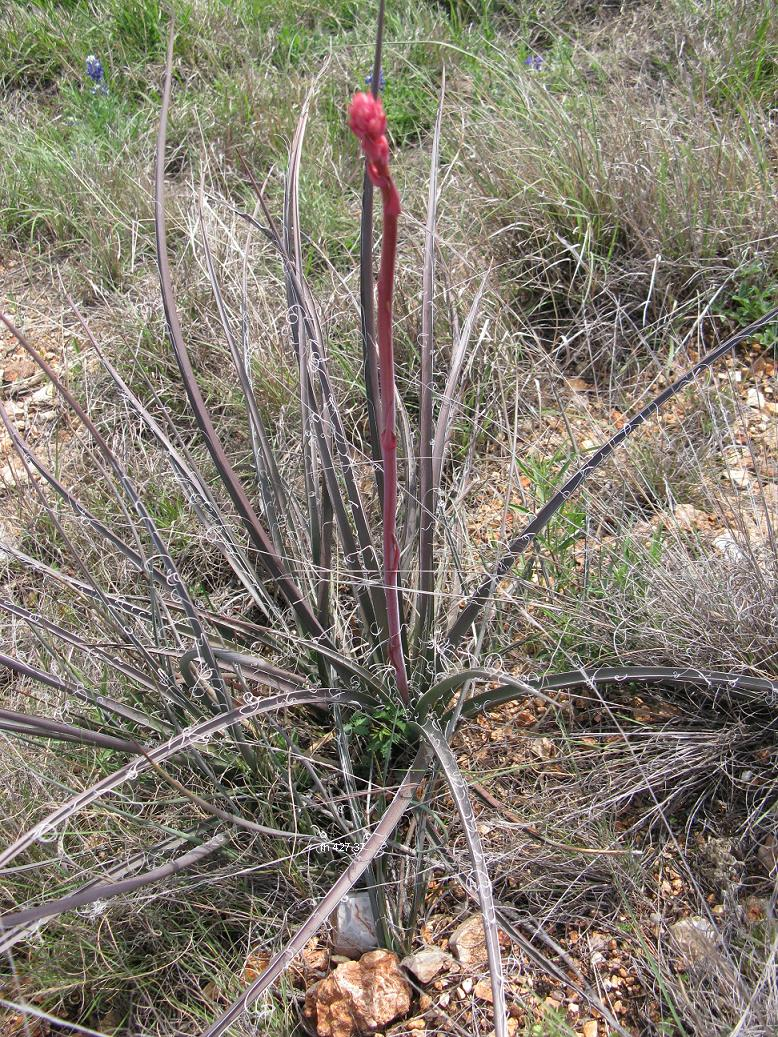
Junge Pflanze in frühem Blütenstadium